# Lillån, Jävreån
Lillån är Jävreåns största vänsterbiflöde och kommer från Mitti-Jävreträsket och rinner genom Yttre-Jävreträsket och Lill-Jävreträsket. Längd cirka 4 km, inklusive källflöden cirka 10 km. Flodområde 37 km². Lillån rinner genom Kvarntjärnen och Ronningarna ganska rakt åt sydost, och mynnar i Jävreån cirka 2 km nordnordväst om Jävre centrum.